# The Headless Children
The Headless Children ist der Titel des 1989 erschienenen Studioalbums der US-amerikanischen Rockband W.A.S.P. An den Aufnahmen wirkten Frankie Banali (Schlagzeug) und Keyboarder Ken Hensley mit.

## Hintergrund
W.A.S.P. hatte seit der Bandgründung im Jahr 1982 drei Studioalben und ein Livealbum veröffentlicht, Schlagzeuger Steve Riley war 1987 nach einem Auftritt beim Monsters-of-Rock-Festival in Donnington und der Veröffentlichung des Albums Live...In the Raw aus der Band ausgestiegen. Bereits im Oktober 1987 hatten die verbliebenen Mitglieder der Gruppe, Sänger und Gitarrist Blackie Lawless, Gitarrist Chris Holmes und Bassist Johnny Rod, mit dem Songwriting für das Folgealbum begonnen. Im Januar 1988 stieß Frankie Banali, der Schlagzeuger von Quiet Riot, dazu und arbeitete in den folgenden vier Wochen immer dann mit der Band, wenn seine Arbeit bei Quiet Riot dies zuließ. Einen Monat später lagen Demos aller geschriebenen Lieder vor, die unter Mitwirkung des Keyboarders Ken Hensley (Uriah Heep, Blackfoot) sorgfältig ausgearbeitet wurden.

Die Plattenfirma der Band, EMI Records, hatte geplant, das vierte Studioalbum der Gruppe im Mai 1988 zu veröffentlichen, tatsächlich war dieser Termin jedoch der Beginn der Aufnahmen für das Album. Einen Grund für die Verzögerung benannte Sänger Blackie Lawless in einem Interview: 

„Als wir ins Studio gingen, war das nicht wie in der Vergangenheit, als wir uns an die übliche Arbeitsweise aller Bands hielten, die nach ihrer Pre-Produktion einlaufen und ihre Songs Schlag auf Schlag runterrotzen. Wir setzten uns nochmal hin und prüften, ob sie bereits 100%ig waren. Während der Aufnahmen wurde noch viel verändert. Das ist nicht nur zeitaufwändig, sondern auch sehr teuer. Wir überzogen unser Budget um das Dreifache. Aber dadurch wurde diese Platte zur besten, die ich je gemacht habe.“

Von den für das Werk aufgenommenen Liedern wurden zehn auf dem Album veröffentlicht, darunter eine Coverversion des Liedes The Real Me, das Pete Townshend für die Rockoper Quadrophenia geschrieben hatte. Lawless hatte sich dazu entschieden, das Lied aufzunehmen, weil er erkannt hatte, „daß es Wichtigeres gibt, als auf Teufel-komm-raus eine Image-Fassade aufrechtzuerhalten.“ Eine weitere Coverversion erschien in Form des von Ian Anderson geschriebenen Jethro-Tull-Songs Locomotive Breath als B-Seite der Single Mean Man, die im Februar 1989 vorab veröffentlicht wurde und Platz 21 der britischen Musikcharts erreichte.
Für das Lied Thunderhead wurden Backing Vocals von Lita Ford, Minka Kelly, Mark Humphreys, Diana Fennell, Jimi Image, Thomas Nellen, Cathi Paige, Mike Solan, Kevin Wallace, Melba Wallace und Ron Wallace aufgenommen.

Das von Blackie Lawless produzierte Album wurde am 15. April 1989 veröffentlicht, fünfzehn Monate nach Produktionsbeginn und fast ein Jahr nach dem ursprünglich geplanten Veröffentlichungstermin. Die Produktionskosten hatten sich auf 600.000 US-Dollar summiert, was inflationsbereinigt heute (2020) 1.248.246 US-Dollar bzw. 1.102.000 Euro entspricht. Einen nicht unerheblichen Teil der Summe hatte Lawless aus eigener Tasche finanziert: 

„Sie (Anm.: die Plattenfirma) stellt uns für jede LP nur einen bestimmten Betrag zur Verfügung, was darüber hinaus geht, müssen wir aus eigener Tasche berappen. (...) Ich sah deshalb weder auf die Uhr, noch auf die Kontoauszüge.“

Das Cover des Albums war vom britischen Designer John Kosh gestaltet und der 1942 entstandenen Zeichnung „Gateway to Stalingrad“ des Pulitzer-Preisträgers Daniel R. Fitzpatrick nachempfunden worden. Es zeigte einen Totenschädel, aus dem eine lange Reihe bekannter Diktatoren, Verbrecher, Kriegstreiber und Ideologen wie Joseph Stalin, Adolf Hitler, Heinrich Himmler, Benito Mussolini, Charles Manson, Jim Jones, Idi Amin, Pol Pot, Al Capone, sowie Mitglieder des Ku Klux Klan auf den Betrachter zuzukommen schienen. Im Vordergrund des Bildes war Jack Ruby bei seinem Angriff auf Lee Harvey Oswald zu sehen. Der auf der US-Version der Plattenhülle ebenfalls abgebildete Ajatollah Ruhollah Chomeini wurde auf den europäischen Ausgaben des Albums durch Grigori Jefimowitsch Rasputin ersetzt.
Wegen des Fehlens eines passenden Schlagzeugers wurde die geplante Tournee zunächst verschoben, bis Banali seine laufenden Verpflichtungen mit Quiet Riot beendet hatte und die Band unterstützen konnte. In ihrer Anfangsphase war der Band häufig vorgeworfen worden, fehlende Musikalität geschickt hinter ihrer aufwendigen Show, bei der Lawless rohes Fleisch in die Menge warf und künstliches Blut trank, zu verstecken. Diese Auftrittselemente waren aus dem Programm gestrichen worden, sodass auch schärferen Kritikern der Wind aus den Segeln genommen wurde, die nun erkennen mussten, dass die Gruppe mehr als nur Effekthascherei zu bieten hatte. Die Tournee durch Großbritannien mit Zed Yago im Vorprogramm wurde Ende Mai 1989 abgeschlossen; in diesem Monat erschien auch die zweite Single, das The-Who-Cover The Real Me.
1998 wurde das Album einem digitalen Remastering unterzogen und, erweitert um sechs Bonustracks, neu veröffentlicht. Vier dieser Lieder waren 1989 auf den B-Seiten der Singles veröffentlicht worden, im Einzelnen handelte es sich um Locomotive Breath, For Whom The Bell Tolls, Lake of Fools, und War Cry. Außerdem war je eine auf der Tournee 1989 im Hammersmith Apollo in London aufgenommene Live-Version der Lieder L.O.V.E. Machine und Blind in Texas enthalten.

## Titelliste
| Nr.          | Titel                        | Autor(en)                     | Länge |
| ------------ | ---------------------------- | ----------------------------- | ----- |
| 1.           | The Heretic (The Lost Child) | Blackie Lawless, Chris Holmes | 7:23  |
| 2.           | The Real Me                  | Pete Townshend                | 3:20  |
| 3.           | The Headless Children        | Lawless                       | 5:56  |
| 4.           | Thunderhead                  | Lawless, Holmes               | 5:56  |
| 5.           | Mean Man                     | Lawless                       | 4:57  |
| 6.           | The Neutron Bomber           | Lawless                       | 4:07  |
| 7.           | Mephisto Waltz               |                               | 1:24  |
| 8.           | Forever Free                 | Lawless                       | 5:11  |
| 9.           | Maneater                     | Lawless                       | 4:47  |
| 10.          | Rebel In The F.D.G.          | Lawless                       | 5:07  |
| Gesamtlänge: | Gesamtlänge:                 | Gesamtlänge:                  | 48:32 |

| Nr.          | Titel                                                        | Autor(en)                     | Länge |
| ------------ | ------------------------------------------------------------ | ----------------------------- | ----- |
| 1.           | The Heretic (The Lost Child)                                 | Blackie Lawless, Chris Holmes | 7:23  |
| 2.           | The Real Me                                                  | Pete Townshend                | 3:20  |
| 3.           | The Headless Children                                        | Lawless                       | 5:56  |
| 4.           | Thunderhead                                                  | Lawless, Holmes               | 5:56  |
| 5.           | Mean Man                                                     | Lawless                       | 4:57  |
| 6.           | The Neutron Bomber                                           | Lawless                       | 4:07  |
| 7.           | Mephisto Waltz                                               |                               | 1:24  |
| 8.           | Forever Free                                                 | Lawless                       | 5:11  |
| 9.           | Maneater                                                     | Lawless                       | 4:47  |
| 10.          | Rebel In The F.D.G.                                          | Lawless                       | 5:07  |
| 11.          | Locomotive Breath (Bonustrack, Coverversion, Single B-Seite) | Ian Anderson                  | 3:01  |
| 12.          | For Whom The Bell Tolls (Bonustrack, Single B-Seite)         | Lawless                       | 3:49  |
| 13.          | Lake Of Fools (Bonustrack, Single B-Seite)                   | Lawless                       | 5:34  |
| 14.          | War Cry (Bonustrack, Single B-Seite)                         | Lawless                       | 5:34  |
| 15.          | L.O.V.E. Machine (Bonustrack, Live At Hammersmith 1989)      | Lawless                       | 4:49  |
| 16.          | Blind In Texas (Bonustrack, Live At Hammersmith 1989)        | Lawless                       | 6:53  |
| Gesamtlänge: | Gesamtlänge:                                                 | Gesamtlänge:                  | 78:21 |

## Rezeption
Das Album konnte sich in den Musikcharts in den USA, Großbritannien und Deutschland etablieren; in den Billboard 200, wo es Platz 48 erreichte, hielt es sich 13 Wochen. In Deutschland erreichte The Headless Children Platz 22, in Großbritannien Platz 8 der Charts. Hier wurde es am 17. Mai 1989 auch mit einer Silbernen Schallplatte ausgezeichnet. Die drei veröffentlichten Singles, Mean Man, The Real Me und Forever Free erreichten alle die Top 30 der britischen Charts.
Thomas Kupfer schrieb für Rock Hard, die Zeiten, als die Band „eine regelrechte Hysterie in Untergrundkreisen“ ausgelöst habe, seien lange vorbei. Aber möge man zu dem „mittlerweile um einiges melodischer gewordenen Quartett“ stehen, wie man wolle, Blackie Lawless’ Stimme habe „von ihrem Charisma nichts verloren.“ So stehe das Organ des "Gesetzlosen" „auch auf dem neuen Longplayer im Vordergrund“ und gebe dem teilweise „zu simpel klingenden“ Songmaterial „den entscheidenden Drive.“ Alles in allem komme die vorliegende LP „noch am ehesten an die geniale Debüt-Scheibe“ heran, denn Tracks wie The Heretic, „das wuchtige Titelstück oder das in typischer W.A.S.P.-Manier vorgetragene The Neutron Bomber“ kompensierten „die Durchhänger des Albums mühelos.“ Der Rezensent vergab sieben von zehn möglichen Punkten.
In Metal Hammer war Matthias Penzel der Ansicht, dass „bereits nach den ersten Takten“ klar werde, dass W.A.S.P. „ihr Kasperletheater nicht mehr nötig“ hätten. Das Intro zu The Heretic könne „fast von Queensrÿche“ stammen, doch dieser Eindruck „flimmere nur kurz“ aus den Lautsprechern, dann schmettere die Band „mit 365 PS aus den Boxen“ und Mr. Lawless brülle einem unvermittelt ins Ohr, was er zu sagen habe. Thematisch gehe es um „gewalttätige Straßengangs, Heroin, den alltäglichen Wahnsinn eines Rock’ n’ Rollers, Motorräder...“ Das Album sei „eine gelungene Balance zwischen den alten, straighten W.A.S.P. und einer wesentlich anspruchsvoller zurecht-getunten 90er Version, die GROSS zu werden“ verspreche. Das Album sei eine der „angenehmsten Überraschungen des Jahres.“ Penzel vergab sechs von sieben möglichen Punkten.